# Wake Up and Smell the Coffee
Wake Up and Smell the Coffee (česky "Probudit se a cítit kávu") je páté řadové album irské skupiny The Cranberries. Všechny texty na album napsala sama zpěvačka Dolores O'Riordan.

## Seznam písní
1. Never Grow Old
2. Analyse
3. Time Is Ticking Out
4. Dying Inside
5. This Is the Day
6. The Concept
7. Wake Up and Smell the Coffee
8. Pretty Eyes
9. I Really Hope
10. Every Morning
11. Do You Know
12. Carry On
13. Chocolate Brown
14. Capetown

## Umístění
| Hitparáda      | Umístění |
| -------------- | -------- |
| Velká Británie | 61       |
| USA            | 46       |

| Prodejnost | Počet     |
| ---------- | --------- |
| Celkem     | 1,300,000 |